# ستيوارت كاري ويلش
ستيوارت كاري ويلش (بالإنجليزية: Stuart Cary Welch)‏ هو أمين متحف ومؤرخ أمريكي، ولد في 2 أبريل 1928 في بوفالو في الولايات المتحدة، وتوفي في 13 أغسطس 2008 في هوكايدو في اليابان.